# Richmond (Indiana)
Pour les articles homonymes, voir Richmond.
La ville de Richmond est le siège du comté de Wayne, situé dans l'Indiana, aux États-Unis.

## Population et société

### Démographie
Selon le recensement de la population américaine de 2010, la population de la ville est de 36 812 habitants.

### Enseignement
La ville compte quatre universités et facultés : Earlham College, Indiana University East (en), Ivy Tech Community College of Indiana (en) et la faculté de technologie de l'université Purdue.

### Sport
La ville compte un stade de baseball, le Don McBride Stadium (en), construit en 1936. Il a été au cours de son histoire le domicile de différentes équipes de baseball mineur, et est depuis 2009 le stade des RiverRats de Richmond évoluant en Prospect League (en).